# Oliola
Oliola és una vila i municipi de la comarca de la Noguera, al Segre Mitjà. Antigament dit també Oriola.
| Entitat de població | Habitants (2023) |
| Oliola              | 54               |
| Coscó               | 51               |
| Plandogau           | 44               |
| el Gos              | 22               |
| la Serra de Dalt    | 10               |
| Renant              | 7                |
| Maravella           | 2                |
| Claret              | 0                |
| Font: Idescat       |                  |

## Geografia
- Llista de topònims d'Oliola (Orografia: muntanyes, serres, collades, indrets..; hidrografia: rius, fonts...; edificis: cases, masies, esglésies, etc)

## Situació i descripció
El poble està ubicat al vessant d'un turó, dominat per les ruïnes del castell, on s'esglaonen en diferents replans un seguit de cases típiques rurals. Al costat de l'església parroquial de Sant Tirs, romànica i modificada el segle xviii, hi destaca un original cementiri.
El terme municipal es troba al límit de les comarques de l'Urgell i de la Segarra, centrat a la vall del Llobregós. El territori, constituït bàsicament per gresos i argiles roges del període de l'oligocè, amb conglomerats vora el riu Segre i guixos més al sud, es disposa en dos sistemes de costes, els quals, especialment el del sud-oest, seguit parcialment per un eix anticlinal esventrat, originen petites elevacions (fins a 671 metres al nord-oest) que dominen de 100 a 200 metres la vall intermèdia.
A principis d'agost de l'any 2015 es dona a conèixer que el municipi està dividit en dos bàndols, els que estan a favor de l'ex-Alcalde Jaume Bernaus (condemnat a no exercir càrrecs a l'Administració pública durant vuit anys per haver augmentat el padró del poble del 2003 amb persones que residien en altres municipis), i els que hi estan en contra. Això ha provocat que aquests darrers hagin sol·licitat annexionar-se a la veïna localitat de Ponts.

## Demografia
| 1497 f | 1515 f | 1553 f | 1717 | 1787 | 1857 | 1877 | 1887 | 1900 | 1910 |
| ------ | ------ | ------ | ---- | ---- | ---- | ---- | ---- | ---- | ---- |
| 50     | 9      | 50     | 166  | 247  | 999  | 955  | 911  | 923  | 780  |

| 1920 | 1930 | 1940 | 1950 | 1960 | 1970 | 1981 | 1990 | 1992 | 1994 |
| ---- | ---- | ---- | ---- | ---- | ---- | ---- | ---- | ---- | ---- |
| 770  | 748  | 692  | 682  | 528  | 319  | 265  | 245  | 201  | 201  |

| 1996 | 1998 | 2000 | 2002 | 2004 | 2006 | 2008 | 2010 | 2012 | 2014 |
| ---- | ---- | ---- | ---- | ---- | ---- | ---- | ---- | ---- | ---- |
| 196  | 199  | 227  | 220  | 270  | 246  | 262  | 232  | 219  | 235  |

| 2016 | 2018 | 2020 | 2022 | 2024 | 2026 | 2028 | 2030 | 2032 | 2034 |
| ---- | ---- | ---- | ---- | ---- | ---- | ---- | ---- | ---- | ---- |
| 220  | 202  | 203  | 196  | 196  | -    | -    | -    | -    | -    |